# (33338) 1998 VF21
1998 VF21 (asteroide 33338) é um asteroide da cintura principal. Possui uma excentricidade de 0.10707540 e uma inclinação de 10.68819º.
Este asteroide foi descoberto no dia 10 de novembro de 1998 por LINEAR em Socorro.